# Pagubice
Pagubice (en italien : Pagobizze-Papalenia, du latin pagus=paese (village Papalenia)) est une localité de Croatie située en Istrie, dans la municipalité de Cerovlje, dans le comitat d'Istrie. En 2001, la localité comptait 135 habitants.

## Démographie
| 1948 | 1953 | 1961 | 1971 | 1981 | 1991 | 2001 |
| ---- | ---- | ---- | ---- | ---- | ---- | ---- |
| 236  | 223  | 201  | 160  | 136  | 141  | 135  |